# John McCuish
John Berridge McCuish (* 22. Juni 1906 in Leadville, Colorado; † 12. März 1962 in Newton, Kansas) war ein US-amerikanischer Politiker. Er amtierte im Jahr 1957 für wenige Tage als der 34. Gouverneur des Bundesstaates Kansas.

## Frühe Jahre und politische Laufbahn
McCuish besuchte die Kemper Military School in Missouri und die Washburn University, wo er 1925 seinen Abschluss machte. Er entschloss sich zu einer journalistischen Karriere. Im Laufe der Zeit wurde er Besitzer und Herausgeber mehrerer Zeitungen unter anderem der „Harvey County News“, die er 25 Jahre lang in seinem Besitz hatte. Während des Zweiten Weltkrieges diente er in der US Army und war danach beim Amerikanischen Roten Kreuz in Deutschland tätig.
McCuish war Mitglied der Republikanischen Partei. Sowohl 1936 als auch 1948 nahm er als Delegierter an den Republican National Conventions teil. 1948 war er Schatzmeister der Republikaner in Kansas. Zwischen 1939 und 1943 war er Vorsitzender des staatlichen Steuerausschusses. Im Jahr 1954 wurde er zum Vizegouverneur (Lieutenant Governor) von Kansas gewählt. Damit war er Stellvertreter von Gouverneur Fred Hall.

## Gouverneurswahl 1956
In den Vorwahlen der Republikaner zur Gouverneurswahl von 1956 wurde Gouverneur Fred Hall von Warren Shaw geschlagen. Dieser aber verlor die eigentlichen Wahlen dieses Jahres gegen den Demokraten George Docking. Zu diesem Zeitpunkt war der Oberste Richter von Kansas, Bill Smith, schwer erkrankt und dachte über einen Rücktritt nach. Smith war ein Anhänger und Freund von Gouverneur Hall und machte sich Sorgen, dass der neu gewählte Gouverneur Docking nach seinem Rücktritt einen Demokraten zum neuen Obersten Richter ernennen könnte. Nun entwickelten Gouverneur Hall und sein Stellvertreter McCuish einen Plan, wie man dies verhindern konnte. Dem Plan folgend trat Smith am 31. Dezember 1956 vom Amt des Obersten Richters zurück. Ihm folgte am 3. Januar 1957 Gouverneur Hall mit seinem Rücktritt, der gerade einmal elf Tage vor Ablauf seiner Amtszeit erfolgte. Entsprechend der Verfassung wurde nun McCuish für die verbleibenden elf Tage bis zum 14. Januar 1957 Gouverneur von Kansas. Dessen erste und einzige Amtshandlung war die Ernennung seines Vorgängers Hall zum neuen Obersten Richter. Diese Vorgehensweise war juristisch und politisch wohl korrekt, aber es hatte einen negativen Beigeschmack. Viele Kritiker verurteilten dieses Vorgehen als unmoralisch und unethisch.

## Weiterer Lebenslauf
Nach dem Ende seiner kurzen Amtszeit widmete sich McCuish wieder seinen Zeitungen. Er starb nach einem Schlaganfall im Jahr 1962 und wurde in Newton in Kansas beigesetzt.